# طاق هادریان

طاق هادریان

طاق هادریان (عربی: قوس هادريان) یا دروازه هادریان یکی از مشهورترین آثار تاریخی شهر جرش در اردن می‌باشد. این طاق در سمت جنوبی شهر واقع شده‌است، این طاق عبارت است از یک دروازه با سه طاق قوسی شکل که ارتفاع آن در حال حاضر ۲۱ متر است، بخاطر بزرگداشت بازدید امپراتور رومی هادریان از این شهر در زمستان سال ۱۲۹ تا ۱۳۰ میلادی بنا گردید.

## ویژگی‌ها
این طاق یکی از مجموعه طاق‌هایی است که بخاطر بزرگداشت و احترام به امپراتور هادریان بناشده، ارتفاع این طاق در زمانی که ساخته شده تقریباً ۲۲ متر بوده‌است، این طاق در قدیم دارای یک دروازه چوبی بوده‌است، در این طاق عناصری از معماری غیر سنتی بچشم می‌خورد- به‌طور مشخص آثار معماری نبطیه – از میان این عناصر می‌توان به تزیینات ستون‌های این طاق اشاره کرد، بطوریکه به‌جای اینکه گل‌های تزیینی کنده‌کاری شده در بالای ستون که به‌طور معمولی در معماری آن زمان مرسوم بوده‌است، در پایین ستون قرار دارد.
در سال ۲۰۰۵، طاق تحت بازسازی قرار گرفت. بازسازی در سال ۲۰۰۷ تکمیل شد و در حال حاضر حدود ۲۱ متر (حدود ۳۶ فوت)، ۳۷٫۴۵ متر طول و ۹٫۲۵ متر عرض دارد.

## نگارخانه

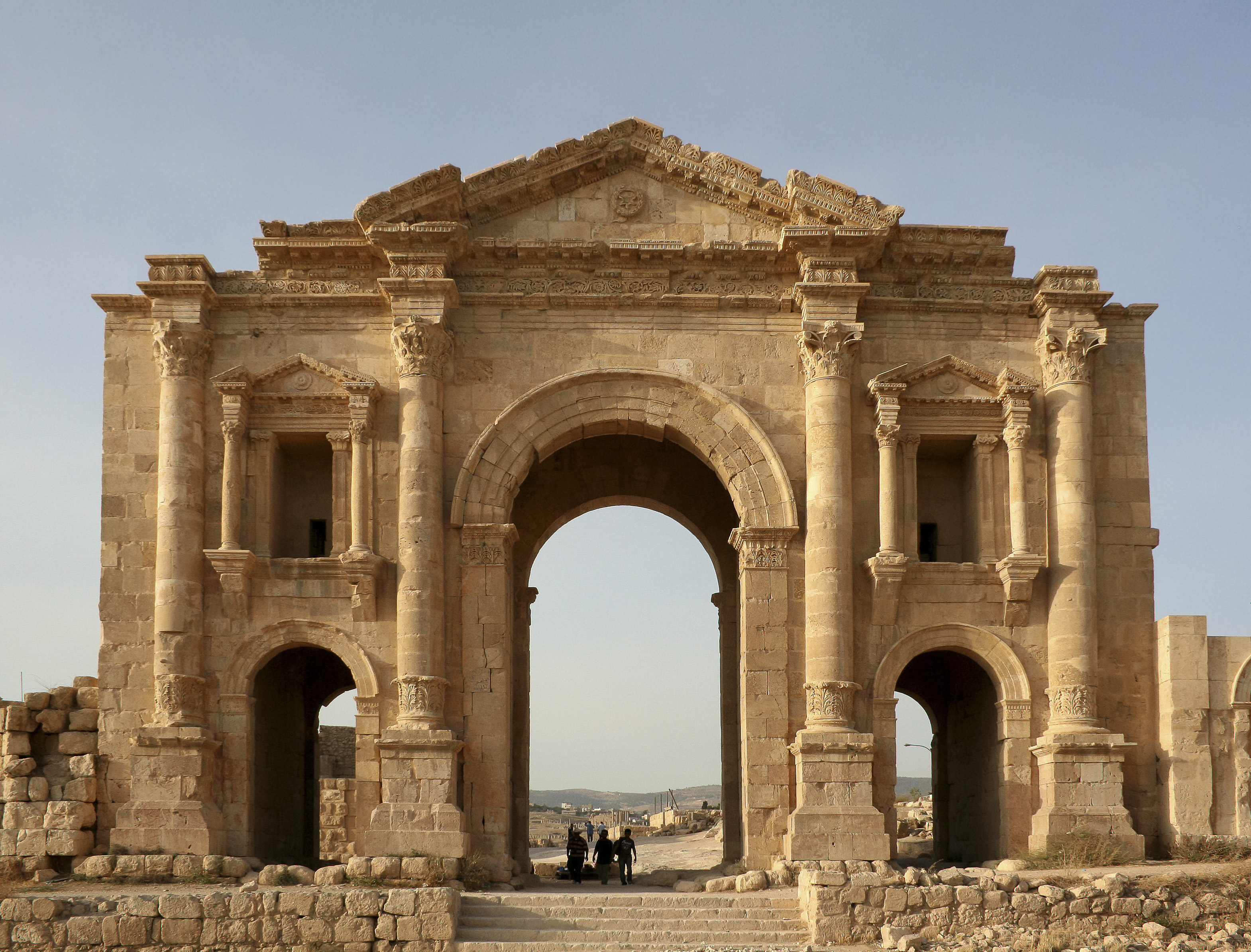
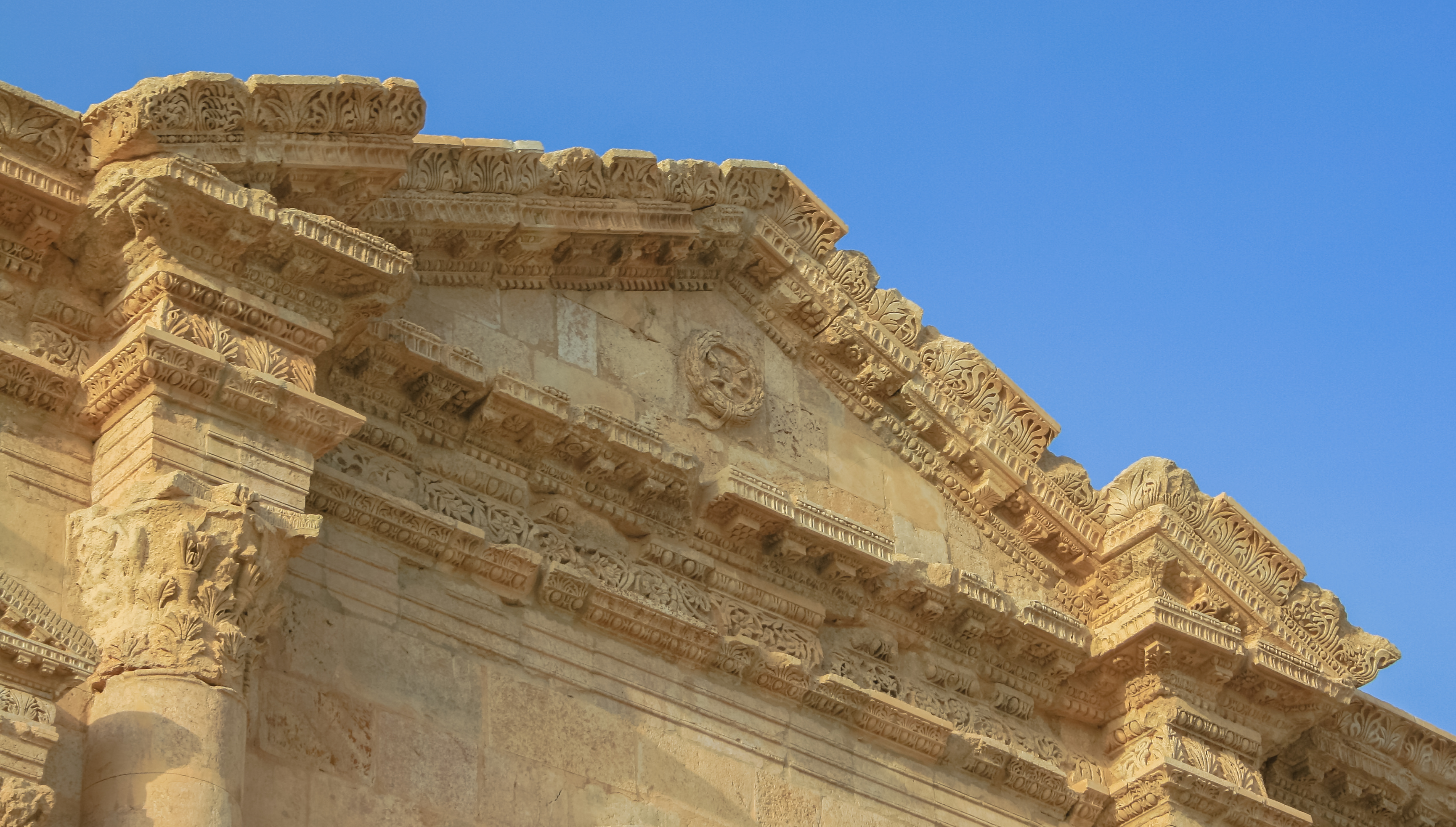
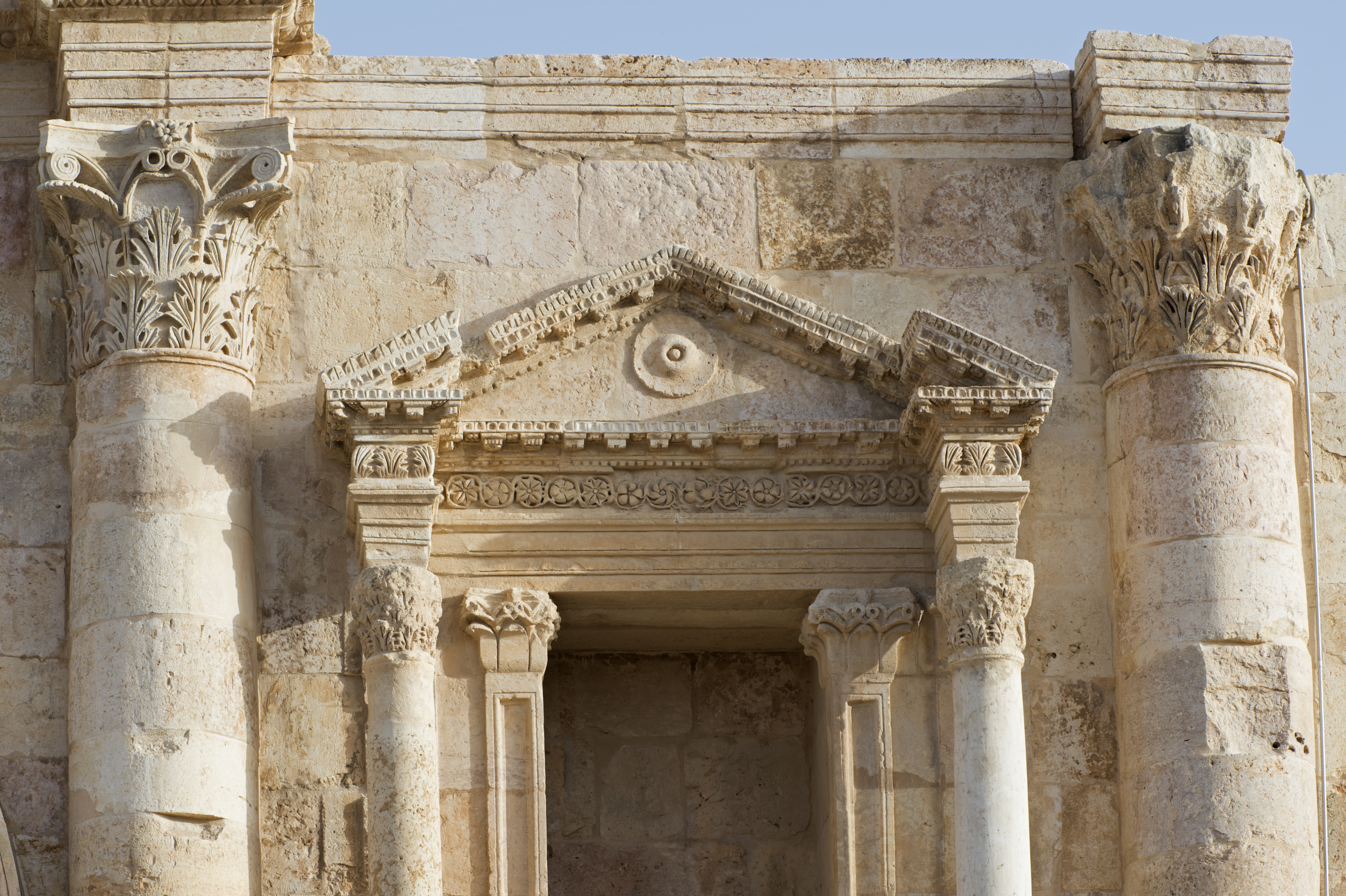
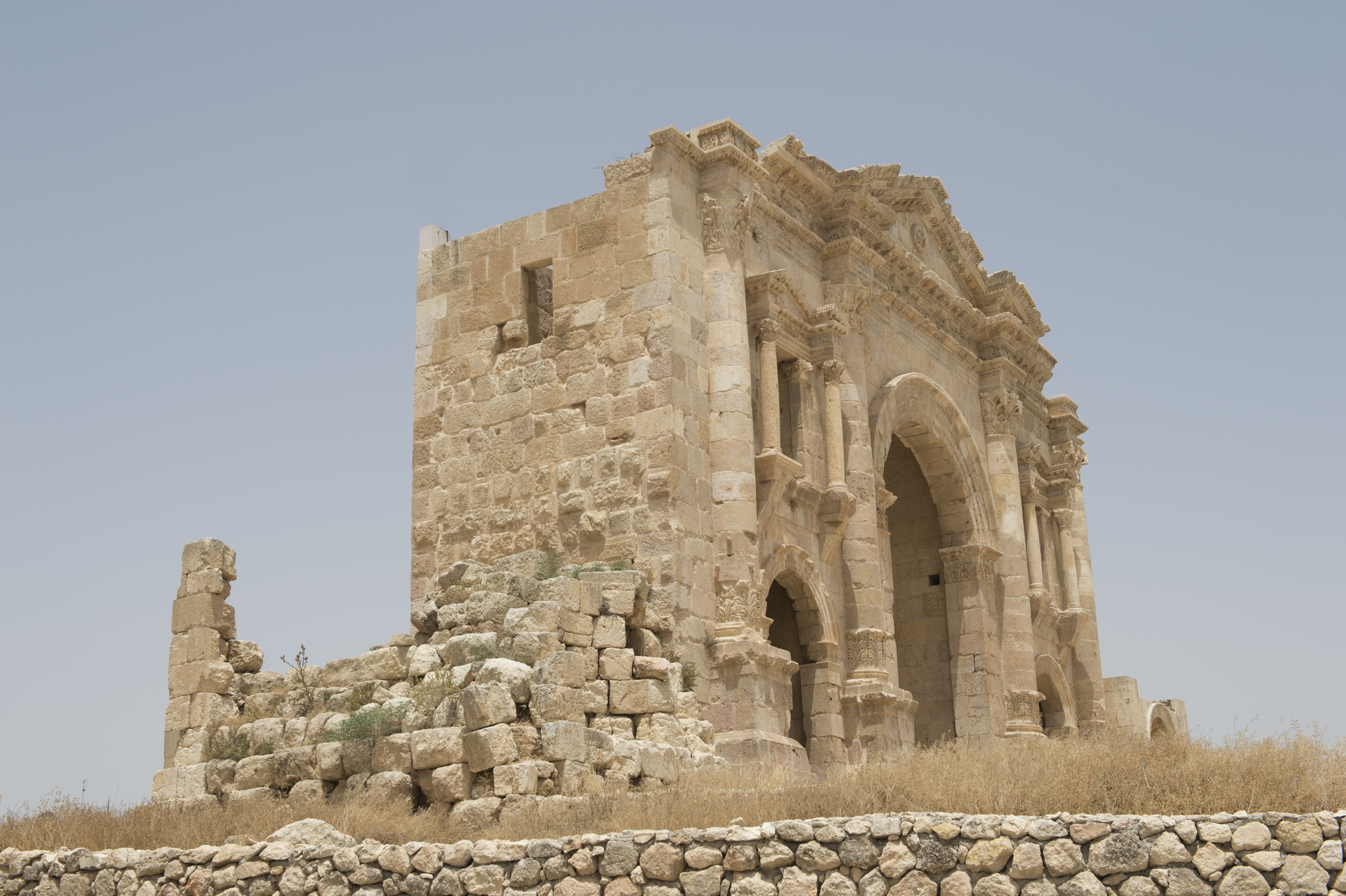
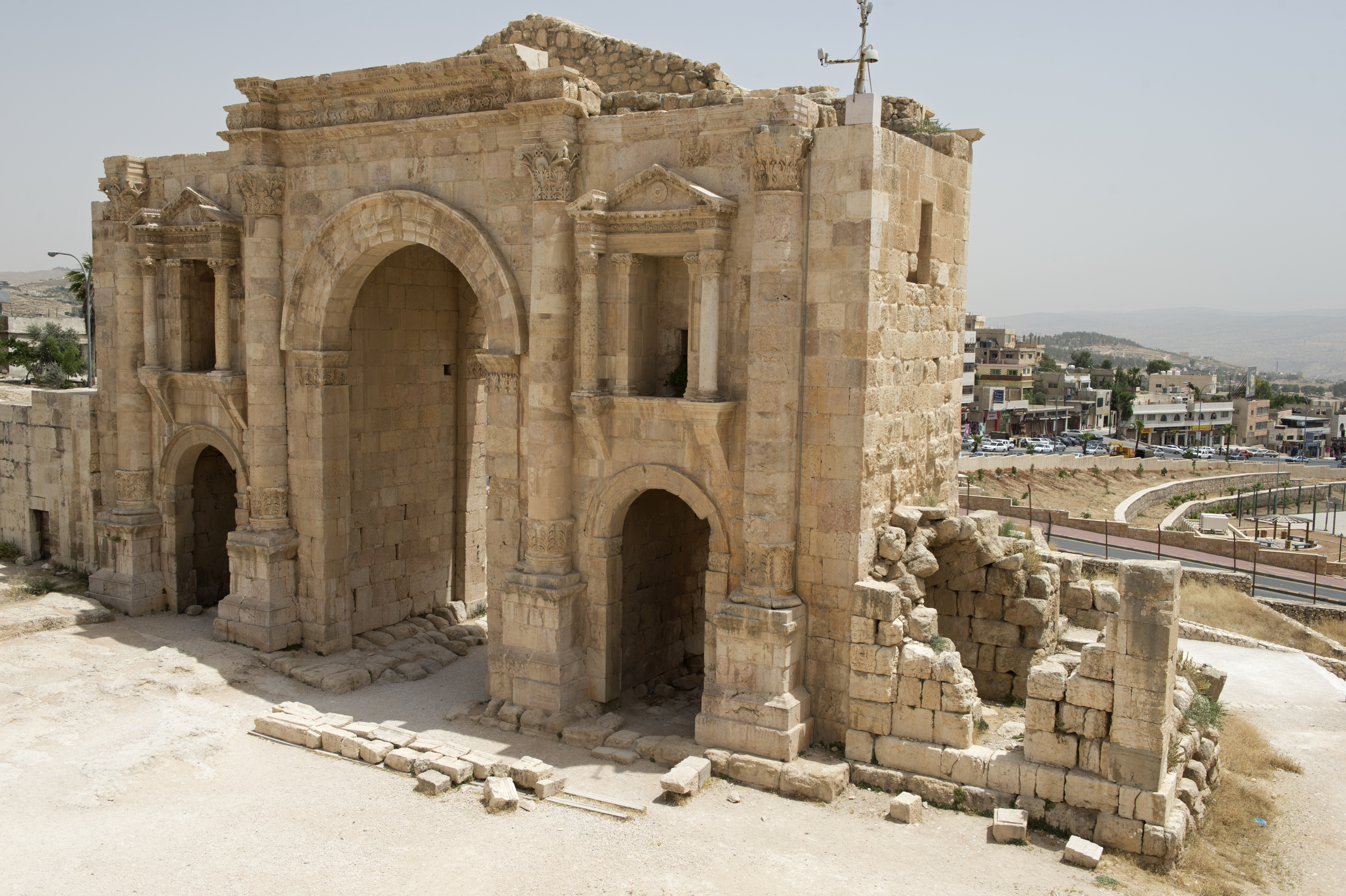
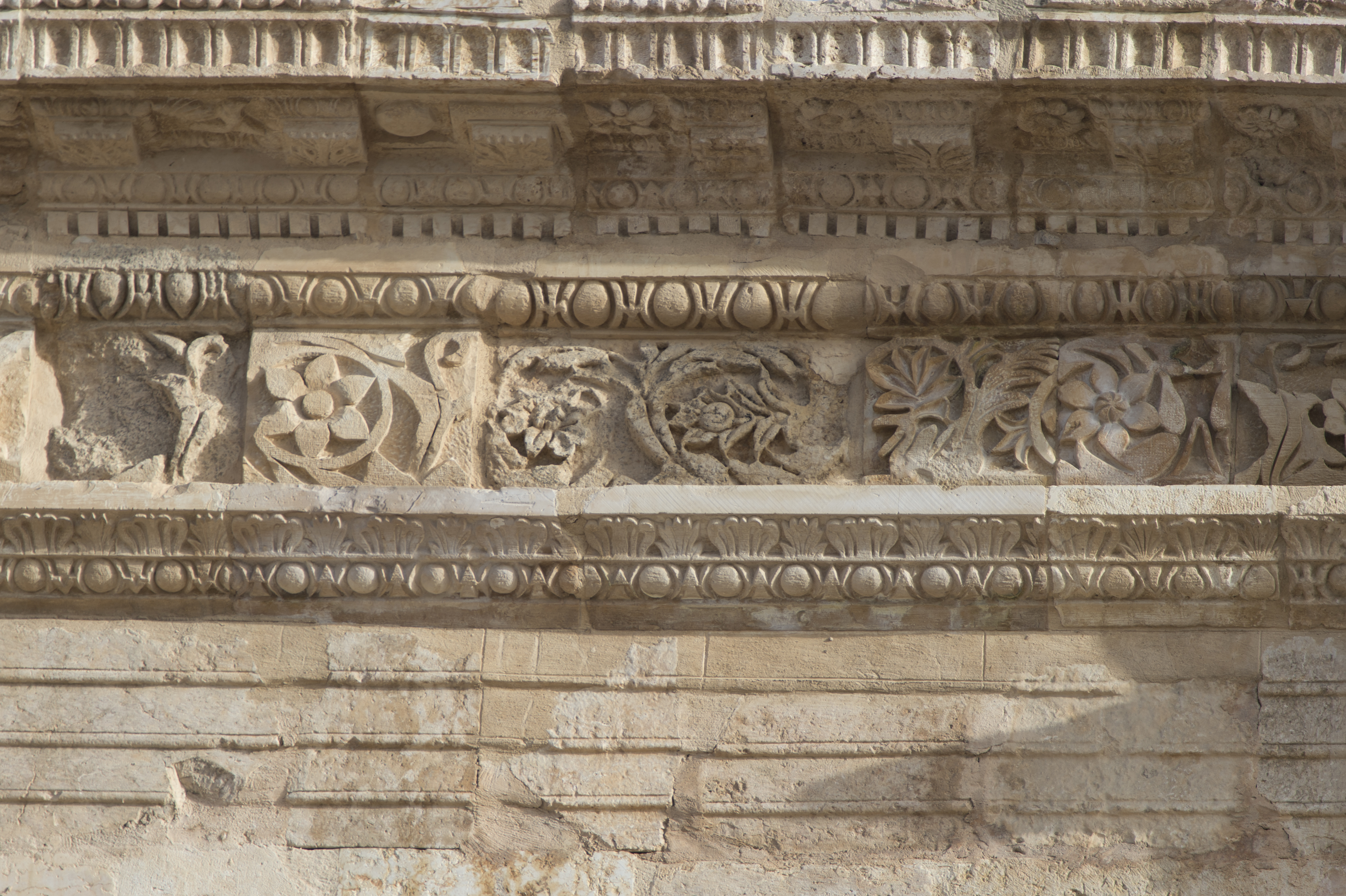
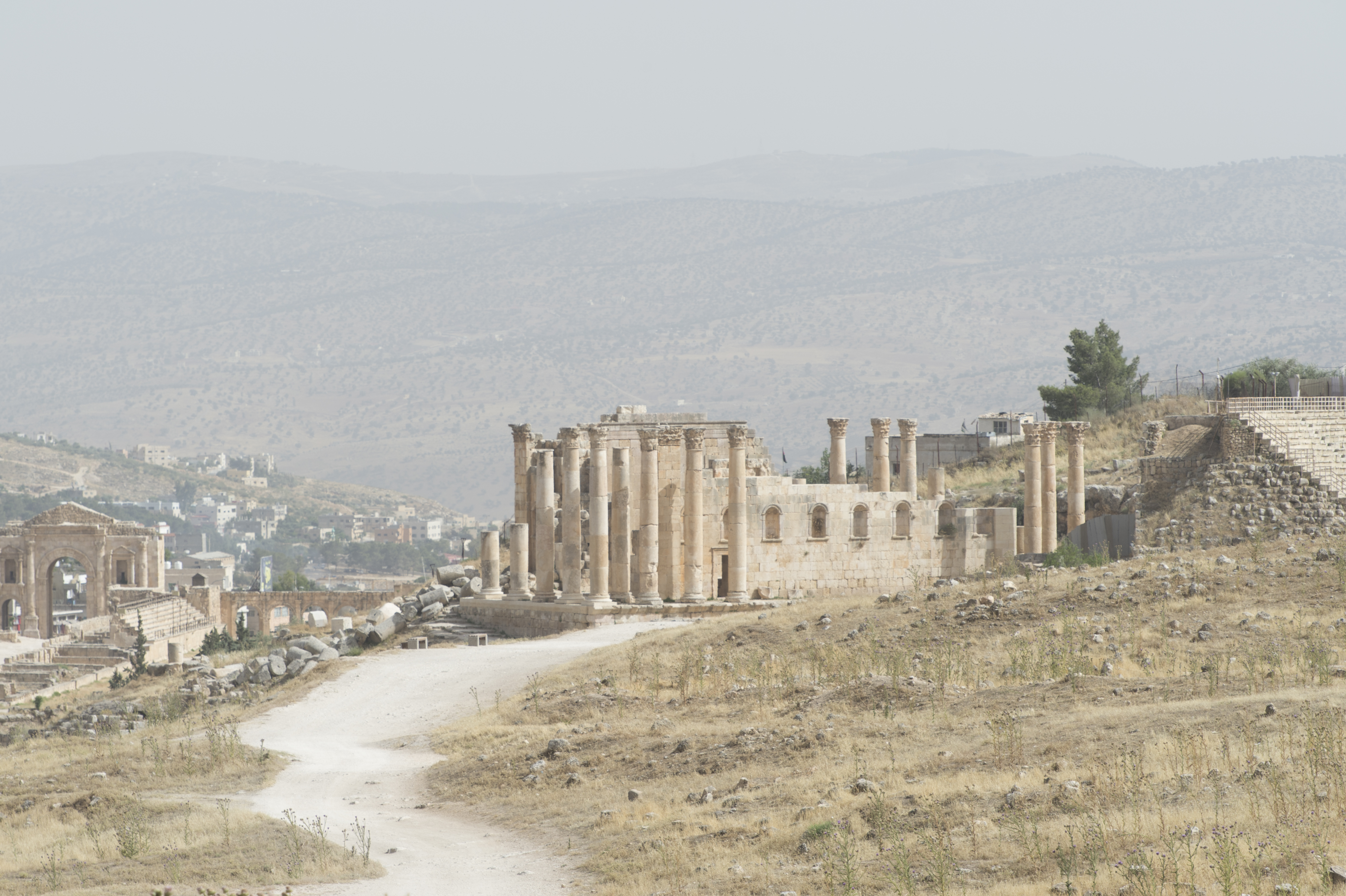